# 山田勝芳
山田 勝芳（やまだ かつよし、1944年9月 - ）は、日本の東洋史家。東北大学名誉教授。専門は中国古代財政・貨幣史、中国のユートピアと「均の理念」、東北アジア近代史、工藤忠。

## 来歴
1944年、青森県生まれ。1968年東北大学文学部東洋史学科を卒業。同大学院に進み、1971年に同大学院博士課程中退。
北海道教育大学(函館)助教授、東北大学教養部教授、同文学部附属日本文化研究施設教授、東北大学附置東北アジア研究センター教授。1994年に博士（文学）号を取得。論文の題は「秦漢代財政収入の研究」。 

## 著書
- 『秦漢財政収入の研究』汲古書院［汲古叢書1］ 1993.12
- 『貨幣の中国古代史』 朝日新聞社［朝日選書］ 2000.9
- 『中国のユートピアと「均の理念」』 汲古書院［汲古選書28］ 2001.7
- 『溥儀の忠臣・工藤忠 忘れられた日本人の満洲国』 朝日新聞出版［朝日選書］　2010.6
- 『工藤忠関係資料」による東北アジア近代史研究』 2011～2013年度科学研究費報告書 2014.3
- 『工藤忠関係資料 Ⅱ 満洲国時代』自家出版　2018.7

## 共編著
- 『信仰の地域史』［地域の世界史第7巻］松本宣郎共編 山川出版社 1998.7
- 『東北アジアにおける交易拠点の比較研究』 東北大学東北アジア研究センター［東北アジア研究センター叢書1号］2001.3

## 論文
- 山田勝芳「中国古代における均の理念:均輸平準と「周札」の思想史的検討」『思想』第721号、東京 : 岩波書店、1984年7月、56-73頁、CRID 1522543655684918912、ISSN 03862755。
- 支配する時間─中国古代の政治と時間意識─（渡部治雄編『文化における時間意識』角川書店1993.2）
- 伊達政宗の「獨眼龍」─中国的故事あるいは制度受容の一面─（『国際文化研究』創刊号1994.12）
- 山田勝芳「鳩杖のゆくえ:東アジア老人優遇策」『東北大学東洋史論集』第10巻、仙台 : 東北大学東洋史論集編集委員会、2005年3月、37-96頁、CRID 1520290884346707840、ISSN 02897407。
- 19～20世紀東北アジア「ユートピア」研究序論（『東北アジア研究』第11号2007.3）

山田勝芳「満洲事変発生地名の再検討: ｢柳條溝」から「柳條湖」へ」『東北アジア研究』第14巻、東北大学東北アジア研究センター、2010年2月、1-36頁、CRID 1050001202728279168、hdl:10097/48281、ISSN 1343-9332。
- 山田勝芳「「満洲事変発生地名の再検討」余論:近現代史の"神話" を"歴史" に」『中国研究月報』第64巻第10号、中国研究所、2010年10月、19-26頁、ISSN 09104348、国立国会図書館書誌ID:000000015022。